# Comuna Stavîske, Kozeleț
Stavîske (în ucraineană Ставиське) este o comună în raionul Kozeleț, regiunea Cernihiv, Ucraina, formată din satele Bludșe, Nova Hreblea și Stavîske (reședința).

## Demografie
Componența lingvistică a comunei Stavîske
     Ucraineană (99,4%)
     Alte limbi (0,45%)
Conform recensământului din 2001, majoritatea populației comunei Stavîske era vorbitoare de ucraineană (99,4%), existând în minoritate și vorbitori de alte limbi.